# Nedelkó Döme

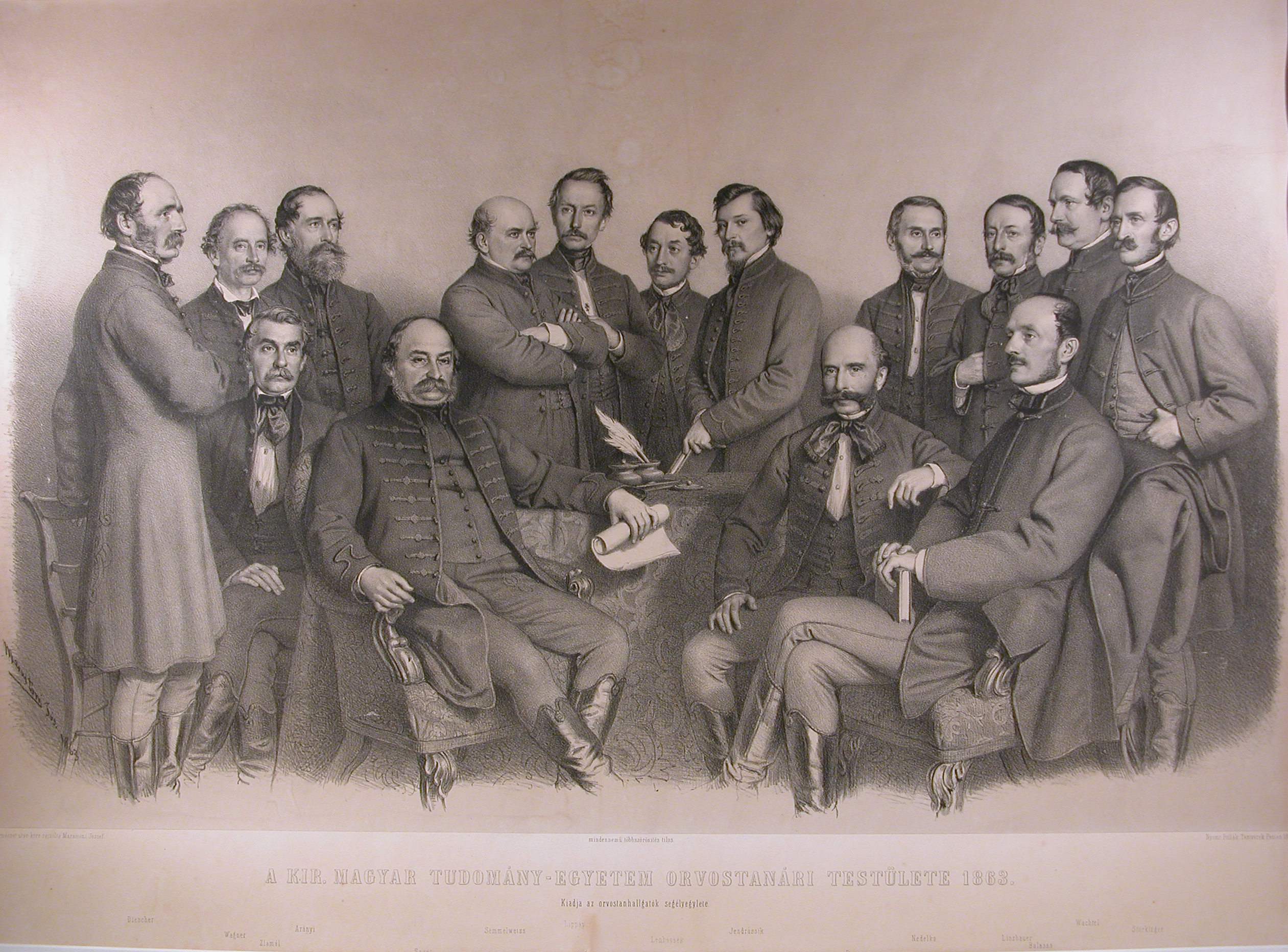
A Pesti Egyetem Orvostudományi Karának egyetemi tanárai 1863-ban. Balról jobbra állnak (1) Diescher János, (2) Wagner János, (3) Arányi Lajos, (4) Semmelweis Ignác (kezeit keresztben tartja), (5) Lippay Gáspár, (6) Lenhossék József, (7) Jendrássik Jenő, (8) Nedelkó Döme, (9) Linzbauer Ferenc, (10) Wachtel Dávid, (11) Stockinger Tamás. Ülnek: (12) Zlamál Vilmos, (13) Sauer Ignác, (14) Rupp N. János, (15) Balassa János. Festő Marastoni József

Nedelkó Döme (Nedelko Demeter, Lugos, Krassó vármegye, 1812. október 11. – Budapest, 1882. április 27.) orvosdoktor, egyetemi tanár, a fogorvosi egyetemi oktatás és szakirodalom úttörője.

## Élete
Édesapja Nedelko Damaskin rézműves volt. Eleinte a jogi pályára adta magát, ezt azonban csakhamar ott hagyta és Pesten orvostanhallgató lett. 1839-ben orvosdoktorrá avatták, 1840-ben tiszteletbeli pesti tiszti orvos lett. Nemsokára azután Bécsbe ment fogászatot tanulni. Ezen döntésében feltehetőleg nagy szerepe volt annak, hogy az általános orvosi praxisa nem hozott megfelelő jövedelmet számára, és a jobb kilátások reményében a fogorvosi pályára váltott. Bécsben neves professzorok (Carabelli és Sterne) tanítványa volt, 1842-ben a Magyar Orvosok és Természetvizsgálók II. Nagygyűlésén előadást tartott a fogászat művelésének tudományos alapokra helyezéséről. 1842-ben fogorvosi oklevelet kapott, majd Pesten mint fogorvos telepedett le. 1843-ban az Orvosi Karhoz nyújtott be kérelmet, melyben engedélyt kért a fogászat ingyenes oktatására, 1844-ben jogot kapott a fogászat egyetemi, fizetés és cím nélküli tanítására. A fogászati tanszék felállításának híre az orvosi sajtóban is nagy visszhangot váltott ki, az eseményt az Orvosi Tár hírrovatában ezen szavakkal fogadták: „Hivatalba igtatások. Dr. Nedelko pedig f. hó 15-én igtatott szokott ünnepélyességgel a fogászati tanszékbe, s ezek szerint ezen szaktudományt sem leendnek többé kénytelenek orvos-sebésznövendékeink a külföldön tanulni.”
Nedelko 1844. április 15-én tartotta meg első előadását, tanári megbízása a fogak bonctanára és extractiójára vonatkozott. Tantervéből kitűnik, hogy egyaránt foglalkozott a fogak anatómiájával, élettanával, patológiájával, gyógykezelésével, a fogászati beavatkozások és a fogászati technikák ismertetésével is. Hattyassy Lajos visszaemlékezései alapján Nedelko „majdnem minden évben, félévenkint heti két órás tantárgyban adta elő a fogászatot, legtöbbnyire a Hatvani utcában levő orvosegyetemi épület bonctani tantermében, ritkán saját lakásán tartotta előadásait, melynek tárgyát a fogak bonctana, a fogzás, a fogak betegségei, de kiváltképp az extractio műtéte képezte. Szólt még néha a fogkövek eltávolításáról s felemlítette azon eseteket, midőn a hiányzó fognak műfogakkal való pótlása javalva van. Előadásai a régibb fogászat keretében maradtak, s majdnem kizárólagosan elméletiek voltak… Magángyakorlatában az akkori viszonyok mérve szerint a fogtömést, valamint a műfogászatot is kultiválta, azonban a conservativ fogászatból, valamint a technológiából rendszeres oktatást nem adott. Ezen tanítási viszonyoknak tudható be, hogy tanítványainak száma 5-20 között ingadozott s átlag évenkint 10 beiratkozott hallgatója volt, s így összes, 36 évre terjedő tanári működése alatt mintegy 400 hallgatót részesített fogászati oktatásban…”
Nedelko előadásaival kapcsolatban száj- és fogbetegek részére járóbeteg-rendelést tartott fenn, ez tekinthető a későbbi Fogászati Intézet elődjének.
1878-ban megalapította a Budapesti Fogorvosok Egyletét, melynek Árkövy József volt az első elnöke.
Nedelko Döme 1882 áprilisában, 71 éves korában hunyt el, örök nyugalomra a Fiumei úti sírkertben helyezték. Halála után tanszéke megszűnt, és hivatalosan is törölték. A fogászati tanszéket 35 évvel később Árkövy József indította újra.
Cikkei a Magyar orvosok és természetvizsgálók munkálataiban (II. 1842. Fogorvosi tudomány); az Orvosi Tárban (1844. I. A fogászat szükségéről és hasznáról).

## Munkája
- Dissertatio inauguralis physiologico-pathologica de senectute. Pestini, 1839.